# Luca Antonelli
Luca Antonelli (Monza, 1987. február 11. –) olasz válogatott labdarúgó hátvéd.

## Pályafutása

### A válogatottban
2010. szeptember 3-án Tallinban mutatkozott be az olasz válogatottban az Észtország elleni mérkőzésen.

## Statisztika

### A válogatottban
| Válogatott | Év       | Mérk. | Gólok |
| ---------- | -------- | ----- | ----- |
|            | 2010     | 2     | 0     |
| 2011       | 0        | 0     |       |
| 2012       | 0        | 0     |       |
| 2013       | 4        | 0     |       |
| 2014       | 1        | 0     |       |
| 2015       | 3        | 0     |       |
| 2016       | 3        | 0     |       |
| Összesen   | Összesen | 13    | 0     |

## Sikerei, díjai
AC Milan
- UEFA-bajnokok ligája: 2006–2007
- Olasz szuperkupa: 2016
- Európa-liga résztvevő: 2017–18